# 森井美香
森井 美香（もりい みか、1984年9月19日 - 。本名・目迫美香）は、地方競馬の高知競馬場の元騎手である。現役時は別府真司厩舎所属。勝負服の柄は紫・白鋸歯型、袖白・紫山形一本輪。香川県出身。血液型A型。地方競馬教養センター騎手課程第82期生。夫は同じ高知競馬場所属の元騎手で調教師の目迫大輔。

## 来歴
2005年9月29日付けで地方競馬騎手免許を取得。同期には、別府真衣（高知）と山本茜（愛知）2人の女性騎手がいる。
同年10月9日高知競馬第3競走タクマセンプーで初騎乗（6頭立て6着）。同年11月19日高知競馬第3競走をセンターカノンで優勝し、41戦目で初勝利（8頭立て）。
2006年3月20日第20回全日本新人王争覇戦優勝（12人中）、初の女性優勝騎手となった。
2008年6月より、別府真衣と共に高知のフリーペーパー『カチ遊!?』に、冠コーナー『みぃ＆まいの競馬やろうぜ!!』が掲載されている。
2009年7月7日に同じ競馬場所属騎手の目迫大輔と入籍。
2011年2月13日にインターネット放送「モーニング展望。」で妊娠3ヶ月であると発表、出産予定日は同年9月末。入籍直後は「お腹が出てこなければ(続ける)」と発言していたが、「中途半端でやめる(産休に入る)ようになってしまったが、ケガから復帰したばかりなので乗るかもしれない。しかし、これからどれくらい大変かわからないので今はまだわからない」と明言を避けたが、2012年1月24日付で引退を発表し、2月18日の2鞍の騎乗をもって引退した。

## 成績表
| 年     | 勝利数・連対率 | 表彰・獲得タイトル等    |
| ------ | -------------- | ----------------------- |
| 2005年 | 2勝（.087）    | 特になし                |
| 2006年 | 26勝（.096）   | 全日本新人王争覇戦 優勝 |
| 2007年 | 26勝（.120）   | 特になし                |
| 2008年 | 38勝（.167）   | 特になし                |
| 2009年 | 21勝（.084）   | 特になし                |
| 2010年 | 12勝（.085）   | 特になし                |
| 2011年 | 0勝（.000）    | 特になし                |
| 2012年 | 0勝（.000）    | 特になし                |

## ダイナブロスについて
高知競馬に所属している地方競馬の競走馬である。
旧馬齢3歳時、1998年6月22日の新潟県競馬の第1競走にて初出走してから競走を続け、
2008年11月16日高知第2競走E級一般戦で上記騎手騎乗にて、
ヒカルサザンクロスの持つ266戦の最多出走数日本記録を267戦に塗り替えた。
2009年11月27日高知第11競走のE級ファイナルレースまで298戦（内13勝、全て地方競馬）、
13歳と言う高齢を迎えても現役を続けていたが、出走300回を達成したところで、管理していた田中守調教師が引退を発表、愛媛県新居浜市の乗馬クラブに引き取られることとなった。
同馬について主戦騎手である同騎手及び、同馬を担当している田中守調教師は共に、
「賢くて大人しい馬」と評している。
父はエブロス、母はユウワニートの牡馬である。